# Nikola Corporation
Nikola Corporation est un constructeur automobile américain basé à Phoenix, en Arizona. L'entreprise est spécialisée dans la conception et la fabrication de véhicules à propulsion alternative. Le nom de l'entreprise est choisi en hommage à Nikola Tesla et fait ironiquement référence à son concurrent Tesla. Le 19 février 2025, l’entreprise annonce se placer sous le régime du Chapitre 11 aux États-Unis. La situation de faillite est officialisée à cette date auprès du tribunal des faillites du Delaware.

## Histoire
L'entreprise a été fondée par Trevor Milton en 2014 à Salt Lake City, Utah, Les 16 et 17 avril 2019 devait se tenir le Nikola World à Scottsdale, en Arizona durant lequel les camions Nikola Two et Nikola NZT UTV devaient être présentés au public.
Le 3 septembre 2019, Iveco et Nikola Corporation signent un contrat de coopération stratégique pour développer une gamme de camions sans moteur diesel mais électriques à batteries (BEV) et pile à combustible à hydrogène (FCEV). Iveco prend également une participation (6,7%) dans le capital de Nikola. Le projet prévoit qu'Iveco doit fabriquer dans son usine allemande d'Ulm les modèles destinés à l'Europe dont le Nikola TRE construit sur la base de l'Iveco S-Way, à partir de fin 2021.
Début septembre 2020, General Motors annonce son intention de prendre une participation de 11 % dans la start-up Nikola pour une valeur de 2 milliards de dollars. Fin novembre 2020, GM annonce que son accord de partenariat se limitera à la seule fourniture de son système de piles à combustible Hydrotec pour les semi-remorques développés par Nikola.
Début septembre 2021, Nikola annonce avoir conclu un partenariat industriel avec l’équipementier allemand Bosch pour les piles à combustible de ses modèles TRE et Two FCEV, abandonnant toute relation avec GM.
En dépit des déboires qu’a connus Nikola Corporation qui ont conduit à la démission (éviction) de son ancien président Trevor Milton, la pandémie de Covid 19 et la pénurie de composants (semi-conducteurs), les deux partenaires ont réussi à tenir leurs engagements en termes d’industrialisation du Nikola TRE. Effectivement, conformément au programme établi il y a deux ans, le 26 septembre 2021, Iveco et Nikola Motor inaugurent l'usine allemande où va être produit le camion électrique Nikola TRE dès cette fin d'année pour des livraisons en  2022.

## Critique et controverse
La société est introduite en bourse en juin 2020. Deux mois plus tard, la capitalisation de l'entreprise est estimée à 13 milliards de dollars, soit deux fois plus que Renault.
La société d'investissement Hindenburg Research a posté sur son site le 10 septembre 2020 un rapport accusant Nikola Corporation d'être une fraude reposant sur de multiples mensonges qui font immédiatement chuter le cours de l'action et déclenchent une enquête réglementaire. Trevor Milton, fondateur et président exécutif de la société, démissionne dans la foulée et Stephen Grisky, ancien vice-président de General Motors le remplace.
Nikola Motor a développé peu de technologies propriétaires, l'essentiel est externalisé à des partenaires : l'allemand Bosch pour les piles à combustible et le groupe motopropulseur du modèle européen, le norvégien Nel pour les électrolyseurs et les composants de la station, General Motors pour les piles à combustible aux États-Unis. Nikola Motor promet un réseau de 700 stations d'hydrogène à travers les États-Unis d'ici à huit ou dix ans, mais n'a toujours pas annoncé le partenaire qu'elle avait promis d'ici à la fin de 2020, et le coût de 1 million $ au moins impliquera de lever beaucoup de dette.
Comme s'il fallait contrer les rumeurs, le 26 septembre 2021, Iveco et Nikola Motor inaugurent l'usine allemande où va être produit le camion électrique Nokola TRE dès cette fin d'année pour des livraisons en janvier 2022.
Les 20 premiers camions de présérie sont en cours d'assemblage et feront l'objet de tests en novembre pour leur homologation européenne. Une commande de 25 camions pour une livraison en 2022 a été signée par l'Autorité portuaire de Hambourg AöR (HPA).
Le modèle Nikola TRE BEV dispose d’un moteur électrique Bosch d’une puissance continue de 480 kW (645 ch) et d’un essieu électrique conçu et produit par FPT Industrial, filiale d’Iveco. Sa vitesse maximale est limitée à 120 km/h, tandis que ses performances en côte atteignent 58 km/h sur une pente à 6 %.
Le fondateur de l'entreprise et CEO, Trevor Milton, est convaincu de fraude en 2022 et condamné l'année suivante à une peine de prison de 4 ans .

## Prototypes et premiers modèles
Nikola Motor a annoncé une série de prototypes de véhicules à zéro émissions dès 2014 et a présenté plusieurs concept car que la société veut développer pour leur commercialisation. Parmi ces projets, seul le modèle "TRE"  a été présenté.

### Nikola NZT
En 2016, un prototype baptisé Nikola NZT, précédemment appelé Nikola Zero, est présenté comme un véhicule utilitaire (UTV) équipé de batteries de 72 ou 107 kWh.

### Nikola One
En 2016, la société a présenté un projet de tracteur pour semi-remorque  électrique de classe 8 (Véhicule alimenté à l'hydrogène) baptisé Nikola One, dont la production devrait commencer en 2020.
Le véhicule serait équipé de freins freinage régénératif tout en intégrant les freins traditionnels à disque afin de réduire la distance d'arrêt et la consommation de carburant. La version à hydrogène a été présentée en décembre 2016 et devrait être commercialisée en 2019.
Le constructeur a confirmé que sur certains marchés, le gaz naturel comprimé (GNC) pourra être utilisé pour alimenter le générateur à turbine à gaz de bord au lieu d'une pile à combustible à hydrogène.
En mai 2018, Nikola Motor Company a engagé une procédure judiciaire contre Tesla Inc. réclamant 2 milliards de dollars de dommages soutenant que Tesla Semi violait plusieurs brevets que Nikola a déposé pour son modèle Nikola One. Tesla a rejeté ces accusations les considérant infondées.
En mai 2018, Anheuser-Busch aurait commandé un lot de 800 unités de la version de ce projet de camion alimenté à hydrogène. Nikola Motor a confirmé que la livraison de ces camions débuterait en 2020.

### Iveco Nikola TRE
En novembre 2019, le constructeur dévoile le concept car de camion électrique Nikola TRE, une version électrique de l'Iveco S-Way qui serait destinée aux marchés européen, australien et asiatique. Nikola affirme que le modèle TRE disposera de 500 à 1.000 chevaux et une autonomie de 500 à 1 200 kilomètres. Le CEO Trevor Milton a déclaré que la production débuterait en même temps que les versions américaines, c'est-à-dire en 2022/2023.
Le 16 septembre 2021, le camion Iveco Nikola TRE est présenté officiellement au public et sa production d'une présérie a débuté dans l'usine Iveco d'Ulm en Allemagne.

### Nikola Reckless
Le Nikola Reckless est un concept car préfigurant un véhicule tout terrain tactique complètement électrique pour une utilisation militaire.